# Гребенюк Віктор Іванович
Гребеню́к Вíктор Івáнович, псевдонім Брат Вíктор (*29 вересня 1959, Луцьк) — український літератор, член Спілки християнських письменників України (2012).

## Біографічні дані
Народився в робітничій сім'ї. 1985 року закінчив Український поліграфічний інститут ім. І. Федорова у Львові (редактор наукової, технічної та інформаційної літератури), 1998-го — Волинську семінарію УПЦ КП в Луцьку, залишившись мирянином. Працював на різних посадах у видавничій справі та релігійній журналістиці. Був редактором першої на Волині в наші часи релігійної газети «Жива вода» (1990—1991 рр.). На початку 90-х став кореспондентом міжконфесійного Агентства релігійної інформації (АРІ) по Волинській області. У 1996 році редагував газету «Єдина Церква» — тогочасний орган Волинського духовного управління Київського Патріархату. Крім того, дописував до низки християнських видань, вів релігійні курси, коментував святкові богослужіння у прямому ефірі. Нині літературний редактор інформаційно-видавничого центру Волинської єпархії ПЦУ, журналу «Педагогічний пошук».
З грудня 2012 року член Спілки християнських письменників України.

## Творчість
Активна художня творчість Віктора Гребенюка почалася з виходом у 2001 році збірки новел на релігійну тематику «Хрещате». Автор видав її під псевдонімом Брат Віктор, який використав у деяких наступних творах.
Із 2004-го став автором численних публікацій і літературним редактором газети «Волинські єпархіальні відомості», укладачем, упорядником, автором передмов книг, що вийшли друком в інформаційно-видавничому центрі Волинської єпархії УПЦ КП.
Згодом, у 2006-му, опубліковано уривок з його ще тоді незакінченої містерії «Діяння небожителів» під назвою «Літургія ангельських чинів».
У 2011 році побачила світ епічна містерія «Діяння небожителів», над якою автор працював 19 років. Книгу задумано як національний віршований епос, оскільки великих завершених творів такого жанру в українській літературі досі не існувало. Вона здобула третє місце на конкурсі «Європейська християнська книга — 2011», Міжнародну премію ім. Пантелеймона Куліша (2015) та прихильність критики. Два розділи перекладено на іноземні мови: «Акафіст Пресвятій Богородиці, у чудотворній Холмській іконі прославленій» – на англійську, трагедію «Сто тисяч» – на грузинську. (2022 року на сайті Волинського осередку Спілки християнських письменників України опубліковано адаптоване видання.)
Того ж року видано «Акафіст Пресвятій Богородиці перед Її образом „Нерушима Стіна“». Брат Віктор — перший вітчизняний письменник, який пише в цьому жанрі відповідно до візантійських взірців: почасти ритмізованою прозою, почасти римованою поезією (досі на Русі-Україні численні акафісти створювались і перекладалися прозою чи верлібром). Почин, попри опір консерваторів, підхопили інші автори.Такі акафісти припали до душі вірянам. Твір служать, публікують у молитовних виданнях.
2012 року з'явилася друком книга «Тетрамерон» (куди ввійшли й більшість творів зі збірки «Хрещате») із сорока новел релігійного звучання. Їх інсценізують, школярі вивчають у курсі «Література рідного краю». Друге, перероблене видання опублікувало в 2017 році як електронну книгу київське Мультимедійне видавництво Стрельбицького.
У 2014 році вже під автонімом Віктор Гребенюк вийшла поема «Європа. Луцьк. 1429-й» — перший літературно-художній твір про з'їзд монархів Європи в XV ст. (містить розповідь про хід цього конгресу і легендарне пророцтво про майбутнє України). Також видано шрифтом Брайля (Київ – Луцьк: Braill-Studio, 2019).
У 2017 році в Мультимедійному видавництві Стрельбицького електронною книгою вийшла збірка «„Ефект Вертера“ та інші новели», а в наступному там же в авторському перекладі на російську — збірник вибраних новел «У полум'ї».
2018 року «"Ефект Вертера" та інші новели» записано на луцькій студії «Крок назустріч» як звукову книгу, у видавництві «Надстир’я» видано паперову версію. Тоді ж вибрані твори з цієї збірки та з «Тетрамерона» побачили світ у бібліотечці всеукраїнської газети «Вісник + К» (№ 10, «Розстріляна коляда»). Ряд новел з «Ефекту Вертера...» удостоєно нагород на всеукраїнських і міжнародних конкурсах, перекладено на есперанто.
У 2022 році вийшов друком «Златоплуг» – героїчний епос України-Русі, вивершений Віктором Гребенюком на київському циклі билин. Тоді ж у студії «Крок назустріч» записано аудіоверсію. Є книга в електронному форматі. Згодом побачило світ друге, доопрацьоване видання (Луцьк : Вежа-Друк, 2024. 300 с.). 
У 2023 році Гребенюк опублікував псевдомістифікацію «Боянова піснь» – поему про Ярослава Мудрого, повість «Мир на війні».  

## Громадська діяльність
Віктор Гребенюк бере активну участь у літературному житті Луцька й Волині, виступає на обласному та місцевому радіо, телебаченні. Разом із членами Волинського осередку Спілки християнських письменників України (голова осередку Юрій Вавринюк) організовує численні зустрічі в бібліотеках, навчальних і медичних закладах, радіо- й телеефірі, під час різноманітних фестивалів тощо.

## Відзнаки
- Обласна літературна премія ім. Агатангела Кримського (2014) — за збірку новел «Тетрамерон» і драматичну поему «Європа. Луцьк. 1429-й».
- Міжнародна літературно-мистецька премія ім. Пантелеймона Куліша (2015) — за поетичний епос «Діяння небожителів».
- Переможець Другого всеукраїнського конкурсу Якова Бузинного «Збережемо сім'ю — захистимо християнське майбутнє» (2016) в номінації «Мала проза» — за новели «Вистрілити й не попасти» і «Почути Донбас»[22].
- Диплом І ступеня в номінації «Проза» Першого міжнародного загальноукраїнського конкурсу військово-патріотичної прози і поезії «Війна в Україні» («War in Ukraine — 2017») — за новелу «Люпус»[23].
- Перше місце в номінації «Документалістика» Міжнародного конкурсу документального оповідання «Бути людиною» (2018) — за новелу «Кухлик води живої»[24].
- «Діамантовий Дюк» (відзнака найвищого рівня) у Міжнародному багаторівневому конкурсі імені де Рішельє (2018) в номінації «Мініатюри. Короткі п'єси» — «за пошук оригінальних літературних засобів у новелі „Палата“»[25].
- Переможець Першого всеукраїнського літературного конкурсу малих прозових форм імені Василя Стефаника (2021) — за новелу «Правдиве прислів'я»[26].
- Диплом І ступеня в номінації «Проза. Книги. Новели» VI Всеукраїнського літературного конкурсу ім. Леся Мартовича (2022) — за книгу «„Ефект Вертера“ та інші новели»[27]